# Birth Control
Birth Control es un grupo de rock alemán (más conocido como krautrock), formado a mediados de 1968 en Berlín. 
Su nombre viene de la reacción a una declaración del papa Pablo VI sobre los anticonceptivos.
La banda se formó por miembros de otras dos bandas: The Earls y The Gents. Sus primeros integrantes fueron Reinhold Sobotta (órgano), Bernd Koschmidder (bajo), Rolf Gurra (saxo y voz), Klaus Orso (guitarra), Reiner Borchert (guitarra) y Hugo Egon Balder (batería). Luego de algunos cambios, los integrantes finales fueron Koschmidder, Sobotta, Bruno Frenzel en la guitarra y Bernd Noske en la batería y la voz principal.
Tras una serie de álbumes decepcionantes a principios de los años 80, la banda se separó, pero se volvió a juntar en 1993 con miembros nuevos. La banda sigue editando álbumes (mayormente en directo) y saliendo de gira por Alemania.

## Discografía
- 1970 Birth Control
- 1971 Operation
- 1972 Believe in the Pill (Best of…) and Hoodoo Man
- 1973 Knock Knock. Who’s There, Rebirth, and Goldrock
- 1974 Live
- 1975 Plastic People
- 1976 Backdoor Possibilities
- 1977 Increase
- 1978 Titanic
- 1979 Live 79
- 1980 Count on Dracula
- 1981 Deal Done at Night
- 1982 Bäng
- 1989 Gamma Ray (Special Mix)
- 1990 The Very Best Of
- 1994 Condomium
- 1995 Two Worlds
- 1996 Jungle Life and Definitive Collection
- 1998 Getting There and Crazy Nights (Studio Session)
- 2000 Live Abortion and Live in Lachendorf
- 2003 Alsatian
- 2004 Live in Fulda
- 2005 35th Anniversary - Live At Rockpalast